# Govern d'Andorra 2009-2011
El govern d'Andorra en el període 2009-2011, correspon a la V legislatura des de l'aprovació de la constitució andorrana.

## Cronologia
Després de les eleccions generals andorranes del 2009 la candidatura del Partit Socialdemòcrata obté 14 escons, exactament la meitat dels 28 membres del Consell General d'Andorra. El seu líder Jaume Bartumeu Cassany fou elegit Cap de Govern del Principat d'Andorra gràcies al suport dels tres consellers d'Andorra pel Canvi.
La convocatòria anticipada d'eleccions l'any 2011 comportà que s'hagués de constituir un nou govern sense esgotar la legislatura.

### Canvis al govern
El dia 8 de juny del 2010 s'aprovà una remodelació de govern que comportà:
- El canvi de denominació del Ministre d'Educació, Cultura i Joventut, que passà a anomenar-se Ministre d'Educació i Cultura
- El canvi de denominació del Ministre d'Ordenament Territorial, Medi Ambient i Agricultura, que passà a anomenar-se Ministre de Medi Ambient i Agricultura
- El nomenament de Gerard Bàrcia i Duedra com a Ministre d'Ordenament Territorial
- El nomenament de Claudi Benet i Mas com a Ministre de Turisme, Comerç i Indústria

El dia 1 de setembre del 2010 s'aprovà el nomenament de Sílvia Eloisa Bonet i Perot com a Ministra de Salut, Benestar i Treball en substitució de Cristina Rodríguez i Galan. En aquest decret també es canvià la denominació del Ministre de Medi Ambient i Agricultura, que passà a anomenar-se Ministre de Medi Ambient, Agricultura i Patrimoni Natural.

## Estructura de Govern
| Govern d'Andorra 2009–2011                         |                                                                    |         |                |
| Càrrec                                             | Titular                                                            | Titular | Partit polític |
| Cap de Govern                                      | Jaume Bartumeu Cassany 5 de juny de 2009–12 de maig de 2011        |         | PS             |
| Economia i Finances                                | Pere López Agràs 8 de juny de 2009–12 de maig de 2011              |         | PS             |
| Afers Exteriors i Relacions Institucionals         | Xavier Espot Miró 8 de juny de 2009–12 de maig de 2011             |         | PS             |
| Ordenament Territorial, Medi Ambient i Agricultura | Vicenç Alay Ferrer 8 de juny de 2009–24 de març de 2010            |         | PS             |
| Medi Ambient i Agricultura                         | Vicenç Alay Ferrer 24 de març de 2010–12 de maig de 2011           |         | PS             |
| Educació, Cultura i Joventut                       | Susanna Vela Palomares 8 de juny de 2009–12 de maig de 2011        |         | PS             |
| Ordenament Territorial                             | Gerard Bàrcia Duedra 24 de març de 2010–12 de maig de 2011         |         | PS             |
| Salut, Benestar i Treball                          | Cristina Rodríguez Galan 8 de juny de 2009–9 de desembre de 2010   |         | PS             |
| Salut, Benestar i Treball                          | Sílvia Eloisa Bonet Perot 9 de desembre de 2010–12 de maig de 2011 |         | PS             |
| Interior                                           | Víctor Naudi Zamora 8 de juny de 2009–12 de maig de 2011           |         | PS             |
| Turisme, Comerç i Indústria                        | Claudi Benet Mas 24 de març de 2010–12 de maig de 2011             |         | PS             |

| Secretari general del govern:     | Alexandre Cucurella i Rossell |
| Cap de Gabinet del Cap de Govern: | Maria Antònia Sanchiz i Rego  |